# August Möbs
August Möbs (* 8. August 1908 in Friedberg; † 4. Februar 1944 in Bad Vilbel) war Fußballer bei Eintracht Frankfurt. Er spielte von 1930 bis 1939 für den Verein und wurde 1932 mit ihm deutscher Vizemeister. In 15 Spielen um die deutsche Meisterschaft erzielte er fünf Tore.

## Laufbahn

### Verein
Der torgefährliche Halbstürmer kam im März 1930 vom VfB Friedberg zur Eintracht und wurde 1930/31 mit der Mannschaft Meister in der Bezirksliga Main-Hessen und konnte deshalb auch an der Endrunde um die Süddeutsche Meisterschaft teilnehmen. Als Vizemeister von Süddeutschland qualifizierte sich Eintracht Frankfurt für die Endrunde um die deutsche Meisterschaft 1931 und traf in der ersten Runde auswärts auf Fortuna Düsseldorf. Am 14. Mai 1931 bestritt August Möbs sein erstes Spiel in der deutschen Endrunde und die Eintracht gewann durch drei Tore von Mittelstürmer Karl Ehmer mit 3:2 Toren nach Verlängerung. Drei Tage später war die Endrunde vorbei, Möbs und Kollegen verloren mit 0:2 Toren beim Hamburger SV. In seiner ersten ganzjährigen Saison bei der Riederwaldelf, 1931/32, zog die Eintracht wiederum als Bezirksligameister von Main-Hessen in die Süddeutsche Endrunde ein und gewann auch da den Titel. Das Endspiel am 24. April 1932 wurde in Stuttgart gegen den FC Bayern München beim Stand von 2:0 für die Eintracht abgebrochen und Frankfurt zum Meister erklärt. In der deutschen Endrunde setzten sich die Mannschaft von Trainer Paul Oßwald gegen Hindenburg Allenstein (6:0), Tennis Borussia Berlin (3:1) und im Halbfinale am 29. Mai 1932 in Dresden gegen den FC Schalke 04 mit 2:1 Toren – zweifacher Torschütze war Karl Ehmer – durch und zogen in das Finale am 12. Juni in Nürnberg gegen den Südkonkurrenten FC Bayern München ein. Da drehten die Bayern den Spies um und setzten sich mit 2:0 Toren durch. Gegen die starken Abwehrspieler Sigmund Haringer, Konrad Heidkamp und Ludwig Goldbrunner konnten sich Möbs und Ehmer nicht durchsetzen und mussten sich mit der Vizemeisterschaft begnügen. Im dritten Jahr in Folge zog Eintracht Frankfurt 1932/33 in die Endrundenspiele um die Deutsche Meisterschaft ein. Erst traf man auf den Hamburger SV und gewann in Hamburg mit 4:1 Toren, danach gab es gegen die überforderte Mannschaft von Hindenburg Allenstein ein Schützenfest mit 12:2 Toren, wobei sich Möbs mit drei und Ehmer mit fünf Toren auszeichneten. Im Halbfinale setzte sich aber der spätere Deutsche Meister Fortuna Düsseldorf mit den Eckpfeilern Paul Janes, Jakob Bender, Theo Breuer, Georg Hochgesang, Stanislaus Kobierski und Felix Zwolanowski am 28. Mai 1933 in Berlin überlegen mit 4:0 Toren gegen die Eintracht durch.
Ab der Runde 1933/34 wurden die Meisterschaftsspiele in regionalen Gauligen ausgetragen. In der Gauliga Südwest konnten sich Möbs und seine Mannschaftskameraden der Eintracht, erstmals wieder 1938 für die Endrundenspiele qualifizieren. Nach den Gruppenspielen waren der Hamburger SV und Frankfurt – Hermann Lindemann, Albert Wirsching, Franz Linken, Adam Schmitt – punktgleich mit 10:2 Punkten, der HSV errang mit dem besseren Torverhältnis den ersten Rang. Die letzten Spiele für Eintracht Frankfurt absolvierte August Möbs in der Spielzeit 1938/39, als er mit seiner Mannschaft den dritten Rang in der Südweststaffel belegte. Insgesamt wird er mit 115 Ligaspielen und 70 Toren für die Eintracht geführt. Dazu kommen noch 30 Endrundenspiele um die Süddeutsche Meisterschaft mit 14 Treffern sowie 15 Endrundenspiele um die Deutsche Meisterschaft mit fünf Toren.

### Auswahlberufungen
Im Bundespokal am 11. Januar 1931 in Mannheim traf er im Halbfinalspiel für Süddeutschland beim 3:0-Erfolg gegen Westdeutschland zwei Mal ins Netz. Beim 4:3-Erfolg nach Verlängerung im Finale gegen Mitteldeutschland am 19. April in Dresden kam er aber nicht in der siegreichen Süddeutschen Auswahl zum Zuge. Dagegen gehörte er am 29. Juli 1934 in Nürnberg der Südwestauswahl an, die mit einem 5:3-Sieg gegen Bayern den Kampfspiel-Pokal 1934 gewinnen konnte. Er lenkte dabei auf Halblinks das Spiel, neben Mittelstürmer Edmund Conen und Linksaußen Josef Fath. Im Wettbewerb des Reichsbundpokal 1935/36 gehörte er wiederum der siegreichen Mannschaft des Südwestens am 5. Januar 1936 in Augsburg im Halbfinale gegen Bayern an (2:1 nach Verlängerung). Er war auch im Finale am 1. März gegen Sachsen als Halbrechts aktiv, das Spiel endete 2:2-Remis nach Verlängerung. Im Finalwiederholungsspiel am 24. Mai 1936 in Leipzig war er aber genauso wie seine zwei Mannschaftskameraden Bernhard Leis und Willi Tiefel wie auch Abwehrchef Wilhelm Sold aus Saarbrücken nicht dabei.